# Liste der IATA-Codes/H
Diese Teilliste führt alle IATA-Flughafencodes auf, die mit „H“ beginnen, und enthält Informationen zu den bezeichneten Verkehrsknotenpunkten.

## HA
| IATA | ICAO | Flughafen                                              | Ort           | Region              | Land                |
| ---- | ---- | ------------------------------------------------------ | ------------- | ------------------- | ------------------- |
| HAA  | ENHK | Flughafen Hasvik                                       | Hasvik        | Finnmark            | Norwegen            |
| HAB  | KHAB | Flughafen Marion County/Rankin Fite                    | Hamilton      | Alabama             | Vereinigte Staaten  |
| HAC  | RJTH |                                                        | Hachijo Jima  | Honshū              | Japan               |
| HAD  | ESMT | Flughafen Halmstad                                     | Halmstad      | Hallands län        | Schweden            |
| HAE  | –    | Lava Falls Heliport (FAA: AZ15)                        | Supai         | Arizona             | Vereinigte Staaten  |
| HAF  | KHAF |                                                        | Half Moon Bay | Kalifornien         | Vereinigte Staaten  |
| HAG  | –    | Großraum Den Haag                                      | Den Haag      | Südholland          | Niederlande         |
| HAH  | FMCH | Internationaler Flughafen Hahaya/„Prince Said Ibrahim“ | Moroni        | Grande Comore       | Komoren             |
| HAI  | KHAI | Kommunaler Flughafen „Dr. Haines“                      | Three Rivers  | Michigan            | Vereinigte Staaten  |
| HAJ  | EDDV | Flughafen Hannover                                     | Hannover      | Niedersachsen       | Deutschland         |
| HAK  | ZJHK | Flughafen Haikou-Meilan                                | Haikou        | Hainan              | Volksrepublik China |
| HAL  | FYHI |                                                        | Halali        | Oshikoto            | Namibia             |
| HAM  | EDDH | Hamburg Airport                                        | Hamburg       | Hamburg             | Deutschland         |
| HAN  | VVNB | Internationaler Flughafen Nội Bài                      | Hanoi         | Đồng Bằng Sông Hồng | Vietnam             |
| HAO  | KHAO | Regionalflughafen Butler County                        | Hamilton      | Ohio                | Vereinigte Staaten  |
| HAP  | –    | Whitsunday Kontiki Resort                              | Long Island   | Queensland          | Australien          |
| HAQ  | VRMH |                                                        | Hanimaadhoo   | Süd-Thiladhunmathee | Malediven           |
| HAR  | KCXY | Flughafen Capital City                                 | Harrisburg    | Pennsylvania        | Vereinigte Staaten  |
| HAS  | OEHL | Flughafen Ha'il                                        | Ha'il         | Ha'il               | Saudi-Arabien       |
| HAT  | YHTL |                                                        | Heathlands    | Queensland          | Australien          |
| HAU  | ENHD | Flughafen Haugesund                                    | Haugesund     | Rogaland            | Norwegen            |
| HAV  | MUHA | Flughafen Havanna-José Martí                           | Havanna       | –                   | Kuba                |
| HAW  | EGFE |                                                        | Haverfordwest | Wales               | Großbritannien      |
| HAX  | KHAX | Flughafen Hatbox Field                                 | Muskogee      | Oklahoma            | Vereinigte Staaten  |
| HAY  | –    | (FAA: HAY)                                             | Haycock       | Alaska              | Vereinigte Staaten  |
| HAZ  | –    |                                                        | Hatzfeldhafen | Madang              | Papua-Neuguinea     |

## HB
| IATA | ICAO | Flughafen                                      | Ort              | Region      | Land               |
| ---- | ---- | ---------------------------------------------- | ---------------- | ----------- | ------------------ |
| HBA  | YMHB | Hobart International Airport                   | Hobart           | Tasmanien   | Australien         |
| HBB  |      | Hobbs Industrial Airpark (FAA: NM83)           | Hobbs            | New Mexico  | Vereinigte Staaten |
| HBE  | HEBA | Flughafen Burg al-ʿArab                        | Alexandria       | Al-Qahira   | Ägypten            |
| HBG  | KHBG | Kommunaler Flughafen „Bobby L. Chain“          | Hattiesburg      | Mississippi | Vereinigte Staaten |
| HBH  | –    | Wasserflugzeugbasis Entrance Island (FAA: 2Z1) | Entrance Island  | Alaska      | Vereinigte Staaten |
| HBK  | –    | Holbrook Municipal Aiiport                     | Holbrook         | Arizona     | Vereinigte Staaten |
| HBL  | –    | Babelegi Heliport                              | Babelegi         | Gauteng     | Südafrika          |
| HBR  | KHBR | Regionalflughafen Hobart                       | Hobart           | Oklahoma    | Vereinigte Staaten |
| HBX  | VOHB | Flughafen Hubballi                             | Hubballi-Dharwad | Karnataka   | Indien             |

## HC
| IATA | ICAO | Flughafen                                         | Ort         | Region             | Land                    |
| ---- | ---- | ------------------------------------------------- | ----------- | ------------------ | ----------------------- |
| HCC  |      | Flugplatz Columbia County                         | Hudson      | New York           | Vereinigte Staaten      |
| HCJ  | ZGHC | Flughafen Hechi                                   | Hechi       | Guangxi            | Volksrepublik China     |
| HCM  | HCME |                                                   | Eyl         | Nugaal             | Somalia                 |
| HCN  | RCKW | Flughafen Hengchun                                | Hengchun    | Landkreis Pingtung | Republik China (Taiwan) |
| HCQ  | YHLC |                                                   | Halls Creek | Western Australia  | Australien              |
| HCR  | PAHC |                                                   | Holy Cross  | Alaska             | Vereinigte Staaten      |
| HCW  | KCQW | Kommunaler Flughafen Cheraw/Lynch Bellinger Field | Cheraw      | South Carolina     | Vereinigte Staaten      |

## HD
| IATA | ICAO | Flughafen                  | Ort         | Region                 | Land               |
| ---- | ---- | -------------------------- | ----------- | ---------------------- | ------------------ |
| HDB  | EDIU |                            | Heidelberg  | Baden-Württemberg      | Deutschland        |
| HDD  | OPKD |                            | Hyderabad   | Sindh                  | Pakistan           |
| HDE  | KHDE | Flughafen Brewster Field   | Holdrege    | Nebraska               | Vereinigte Staaten |
| HDF  | EDAH | Flughafen Heringsdorf      | Heringsdorf | Mecklenburg-Vorpommern | Deutschland        |
| HDH  | PHDH | Dillingham Air Force Base  | Mokulēʻia   | Hawaii                 | Vereinigte Staaten |
| HDM  | OIHH |                            | Hamadan     | Hamadan                | Iran               |
| HDN  | KHDN | Yampa Valley Airport       | Hayden      | Colorado               | Vereinigte Staaten |
| HDO  | VIDX | Flughafen Ghaziabad-Hindon | Ghaziabad   | Uttar Pradesh          | Indien             |
| HDS  | FAHS |                            | Hoedspruit  | Limpopo                | Südafrika          |
| HDY  | VTSS | Flughafen Hat Yai          | Hat Yai     | Songkhla               | Thailand           |

## HE
| IATA | ICAO | Flughafen                                         | Ort               | Region             | Land                |
| ---- | ---- | ------------------------------------------------- | ----------------- | ------------------ | ------------------- |
| HEA  | OAHR | Flughafen Herat                                   | Herat             | Herat              | Afghanistan         |
| HEB  | VBHD |                                                   | Henzada           | Irawadi            | Myanmar             |
| HED  |      |                                                   | Herendeen Bay     | Alaska             | Vereinigte Staaten  |
| HEE  | KHEE | Flughafen Thompson-Robbins                        | Helena            | Arkansas           | Vereinigte Staaten  |
| HEH  | VYHH | Flughafen Heho                                    | Heho              | Shan               | Myanmar             |
| HEI  | EDXB | Flugplatz Heide-Büsum                             | Oesterdeichstrich | Schleswig-Holstein | Deutschland         |
| HEK  | ZYHE |                                                   | Heihe             | Heilongjiang       | Volksrepublik China |
| HEL  | EFHK | Flughafen Helsinki-Vantaa                         | Vantaa            | Südfinnland        | Finnland            |
| HEM  | EFHF | Flughafen Helsinki-Malmi                          | Helsinki          | Südfinnland        | Finnland            |
| HEO  |      |                                                   | Haelogo           | Central Province   | Papua-Neuguinea     |
| HER  | LGIR | Flughafen Iraklio „Nikos Kazantzakis“             | Iraklio           | Kreta              | Griechenland        |
| HES  | KHRI | Kommunaler Flughafen Hermiston                    | Hermiston         | Oregon             | Vereinigte Staaten  |
| HET  | ZBHH | Flughafen Hohhot Baita                            | Hohhot            | Innere Mongolei    | Volksrepublik China |
| HEY  | KHEY | Hanchey Army Heliport                             | Ozark             | Alabama            | Vereinigte Staaten  |
| HEZ  | KHEZ | Flughafen Hardy-Anders Field/Natchez-Adams County | Natchez           | Mississippi        | Vereinigte Staaten  |

## HF
| IATA | ICAO | Flughafen                   | Ort          | Region         | Land                |
| ---- | ---- | --------------------------- | ------------ | -------------- | ------------------- |
| HFA  | LLHA | Flughafen Haifa             | Haifa        | Haifa          | Israel              |
| HFD  | KHFD | Flughafen Hartford-Brainard | Hartford     | Connecticut    | Vereinigte Staaten  |
| HFE  | ZSOF | Flughafen Hefei-Xinqiao     | Hefei        | Anhui          | Volksrepublik China |
| HFF  | KHFF | Mackall Army Air Field      | Camp Mackall | North Carolina | Vereinigte Staaten  |
| HFN  | BIHN | Flughafen Hornafjörður      | Höfn         | Austurland     | Island              |
| HFS  | ESOH | Flugplatz Hagfors           | Hagfors      | Värmlands län  | Schweden            |
| HFT  | ENHF | Flughafen Hammerfest        | Hammerfest   | Finnmark       | Norwegen            |

## HG
| IATA | ICAO | Flughafen                                           | Ort          | Region             | Land                |
| ---- | ---- | --------------------------------------------------- | ------------ | ------------------ | ------------------- |
| HGA  | HCMH | Internationaler Flughafen Hargeysa                  | Hargeysa     | Somaliland         | Somalia             |
| HGD  | YHUG | Flughafen Hughenden                                 | Hughenden    | Queensland         | Australien          |
| HGE  | SVHG | Flughafen Higuerote                                 | Higuerote    | Miranda            | Venezuela           |
| HGH  | ZSHC | Flughafen Hangzhou-Xiaoshan                         | Hangzhou     | Zhejiang           | Volksrepublik China |
| HGL  | EDXH | Flugplatz Helgoland-Düne                            | Helgoland    | Schleswig-Holstein | Deutschland         |
| HGN  | VTCH | Flughafen Mae Hong Son                              | Mae Hong Son | Mae Hong Son       | Thailand            |
| HGO  | DIKO | Flughafen Korhogo                                   | Korhogo      | Savanes            | Elfenbeinküste      |
| HGR  | KHGR | Regionalflughafen Hagerstown/Richard A Henson Field | Hagerstown   | Maryland           | Vereinigte Staaten  |
| HGS  | GFHA | Flugplatz Hastings                                  | Freetown     | Western            | Sierra Leone        |
| HGU  | AYMH | Flughafen Kagamuga                                  | Mount Hagen  | Western Highlands  | Papua-Neuguinea     |
| HGZ  | –    | Hog River Airport                                   | Hogatza      | Alaska             | Vereinigte Staaten  |

## HH
| IATA | ICAO | Flughafen                                            | Ort                | Region                 | Land               |
| ---- | ---- | ---------------------------------------------------- | ------------------ | ---------------------- | ------------------ |
| HHE  | RJSH | Luftwaffenstützpunkt Hachinohe                       | Hachinohe          | Tōhoku                 | Japan              |
| HHH  | KHXD | Flughafen Hilton Head                                | Hilton Head Island | South Carolina         | Vereinigte Staaten |
| HHI  | PHHI | Wheeler Army Airfield                                | Wahiawa            | Hawaii                 | Vereinigte Staaten |
| HHN  | EDFH | Flughafen Frankfurt-Hahn                             | Lautzenhausen      | Rheinland-Pfalz        | Deutschland        |
| HHQ  | VTPH | Flughafen Hua Hin                                    | Hua Hin            | Prachuap Khiri Khan    | Thailand           |
| HHR  | KHHR | Kommunaler Flughafen Hawthorne (Jack Northrop Field) | Hawthorne          | Kalifornien            | Vereinigte Staaten |
| HHZ  | NTGH | Flughafen Hikuero                                    | Hikueru            | Französisch-Polynesien | Frankreich         |

## HI
| IATA | ICAO | Flughafen                         | Ort              | Region              | Land                |
| ---- | ---- | --------------------------------- | ---------------- | ------------------- | ------------------- |
| HIA  | ZSSH | Flughafen Huai’an                 | Huai’an          | Jiangsu             | Volksrepublik China |
| HIB  | KHIB | Range Regional Airport            | Hibbing          | Minnesota           | Vereinigte Staaten  |
| HID  | YHID | Horn Island Airport               | Horn Island      | Queensland          | Australien          |
| HIE  | KHIE | Mount Washington Regional Airport | Whitefield       | New Hampshire       | Vereinigte Staaten  |
| HIF  | KHIF | Hill Air Force Base               | Ogden            | Utah                | Vereinigte Staaten  |
| HIG  | YHHY | Highbury Airport                  | Highbury         | Queensland          | Australien          |
| HII  | KHII | Lake Havasu City Airport          | Lake Havasu City | Arizona             | Vereinigte Staaten  |
| HIJ  | RJOA | Flughafen Hiroshima               | Hiroshima        | Chūgoku             | Japan               |
| HIL  | HASL | Flugplatz Shilabo                 | Shilabo          | Somali              | Äthiopien           |
| HIM  | VCCH | Flughafen Hingurakgoda            | Hingurakgoda     | Nord-Zentralprovinz | Sri Lanka           |
| HIN  | RKPS | Flughafen Sacheon                 | Jinju            | Gyeongsangnam-do    | Südkorea            |
| HIO  | KHIO | Hillsboro Airport                 | Portland         | Oregon              | Vereinigte Staaten  |
| HIP  | YHDY | Headingly Airport                 | Headingly        | Queensland          | Australien          |
| HIR  | AGGH | Flughafen Honiara                 | Honiara          | –                   | Salomonen           |
| HIT  | AYHO | Flugplatz Haivaro                 | Haivaro          | Gulf                | Papua-Neuguinea     |
| HIW  | RJBH | Flughafen Hiroshima West          | Hiroshima        | Chūgoku             | Japan               |

## HJ
| IATA | ICAO | Flughafen           | Ort        | Region         | Land     |
| ---- | ---- | ------------------- | ---------- | -------------- | -------- |
| HJR  | VEKO | Flughafen Khajuraho | Khajuraho  | Madhya Pradesh | Indien   |
| HJT  |      |                     | Chudschirt | Öwörchangai    | Mongolei |

## HK
| IATA | ICAO | Flughafen                        | Ort         | Region           | Land                |
| ---- | ---- | -------------------------------- | ----------- | ---------------- | ------------------- |
| HKA  | KHKA | Kommunaler Flughafen Blytheville | Blytheville | Arkansas         | Vereinigte Staaten  |
| HKB  | PAHV | Flughafen Healy River            | Healy       | Alaska           | Vereinigte Staaten  |
| HKD  | RJCH | Flughafen Hakodate               | Hakodate    | Hokkaidō         | Japan               |
| HKG  | VHHH | Hong Kong International Airport  | Lantau      | Hongkong         | Volksrepublik China |
| HKK  | NZHK |                                  | Hokitika    | West Coast       | Neuseeland          |
| HKN  | AYHK | Flughafen Kimbe                  | Hoskins     | West New Britain | Papua-Neuguinea     |
| HKS  | KHKS | Flughafen Hawkins Field          | Jackson     | Mississippi      | Vereinigte Staaten  |
| HKT  | VTSP | Internationaler Flughafen Phuket | Phuket      | Südthailand      | Thailand            |
| HKV  |      |                                  | Chaskowo    | Chaskowo         | Bulgarien           |
| HKY  | KHKY | Regionalflughafen Hickory        | Hickory     | North Carolina   | Vereinigte Staaten  |

## HL
| IATA | ICAO | Flughafen                        | Ort                  | Region            | Land                |
| ---- | ---- | -------------------------------- | -------------------- | ----------------- | ------------------- |
| HLA  | FALA | Lanseria International Airport   | City of Johannesburg | Gauteng           | Südafrika           |
| HLB  | KHLB | Flughafen Hillenbrand Industries | Batesville           | Indiana           | Vereinigte Staaten  |
| HLC  | KHLC | Kommunaler Flughafen Hill City   | Hill City            | Kansas            | Vereinigte Staaten  |
| HLD  | ZBLA | Flughafen Dongshan               | Hailar               | Innere Mongolei   | Volksrepublik China |
| HLE  | FHSH | Flughafen St. Helena             | Jamestown            | St. Helena        | St. Helena          |
| HLF  | ESSF | Flugplatz Hultsfred-Vimmerby     | Hultsfred            | Kalmar län        | Schweden            |
| HLG  | KHLG | Flughafen Wheeling/Ohio County   | Wheeling             | West Virginia     | Vereinigte Staaten  |
| HLH  | ZBUL | Flughafen Ulanhot                | Ulanhot              | Innere Mongolei   | Volksrepublik China |
| HLI  | KCVH | Kommunaler Flughafen Hollister   | Hollister            | Kalifornien       | Vereinigte Staaten  |
| HLL  | YHIL | Flugplatz Hillside               | Hillside             | Western Australia | Australien          |
| HLM  | KHLM | Flughafen Park Township          | Holland              | Michigan          | Vereinigte Staaten  |
| HLN  | KHLN | Regionalflughafen Helena         | Helena               | Montana           | Vereinigte Staaten  |
| HLP  | WIHH | Flughafen Halim Perdanakusuma    | Jakarta              | Jakarta           | Indonesien          |
| HLR  | KHLR | Fort Hood Army Air Field         | Killeen              | Texas             | Vereinigte Staaten  |
| HLS  | YSTH | Flugplatz St Helens              | St Helens            | Tasmanien         | Australien          |
| HLT  | YHML | Flugplatz Hamilton               | Hamilton             | Victoria          | Australien          |
| HLV  | –    | Flugplatz Helenvale              | Helenvale            | Queensland        | Australien          |
| HLW  | FAHL | Flugplatz Hluhluwe               | Hluhluwe             | KwaZulu-Natal     | Südafrika           |
| HLZ  | NZHN | Flughafen Hamilton               | Hamilton             | Waikato           | Neuseeland          |

## HM
| IATA | ICAO | Flughafen                                  | Ort               | Region                                       | Land                |
| ---- | ---- | ------------------------------------------ | ----------------- | -------------------------------------------- | ------------------- |
| HMA  | USHH | Flughafen Chanty-Mansijsk                  | Chanty-Mansijsk   | Autonomer Kreis der Chanten und Mansen/Jugra | Russland            |
| HMB  | HESG | Flughafen Sohag                            | Sohag             | Sauhadsch                                    | Ägypten             |
| HME  | DAUH | Flughafen Oued Irara–Krim Belkacem         | Hassi Messaoud    | Ouargla                                      | Algerien            |
| HMG  | YHMB | Hermannsburg Airport                       | Hermannsburg      | Northern Territory                           | Australien          |
| HMI  | ZWHM | Flughafen Kumul                            | Kumul             | Xinjiang                                     | Volksrepublik China |
| HMJ  | UKLH | Flughafen Chmelnyzkyj                      | Chmelnyzkyj       | Chmelnyzkyj                                  | Ukraine             |
| HMN  | KHMN | Holloman Air Force Base                    | Alamogordo        | New Mexico                                   | Vereinigte Staaten  |
| HMO  | MMHO | Flughafen General Ignacio Pesqueira García | Hermosillo        | Sonora                                       | Mexiko              |
| HMR  | ENHA | Flughafen Stafsberg                        | Hamar             | Innlandet                                    | Norwegen            |
| HMS  | WAGB | Flughafen Haji Muhammad Sidik              | Muara Teweh       | Kalimantan Tengah                            | Indonesien          |
| HMT  | KHMT | Hemet-Ryan Airport                         | Hemet             | Kalifornien                                  | Vereinigte Staaten  |
| HMV  | ESUT | Flughafen Hemavan                          | Hemavan / Tärnaby | Västerbottens län                            | Schweden            |
| HMY  | RKTP | Militärflugplatz Seosan                    | Seosan            | Chungcheongnam-do                            | Südkorea            |

## HN
| IATA | ICAO | Flughafen                  | Ort                | Region         | Land                |
| ---- | ---- | -------------------------- | ------------------ | -------------- | ------------------- |
| HNA  | RJSI | Flughafen Hanamaki         | Morioka            | Tōhoku         | Japan               |
| HNB  | KHNB |                            | Huntingburg        | Indiana        | Vereinigte Staaten  |
| HNC  | KHSE | Flughafen „Billy Mitchell“ | Hatteras           | North Carolina | Vereinigte Staaten  |
| HND  | RJTT | Flughafen Tokio-Haneda     | Tokio              | Kantō          | Japan               |
| HNE  | PAHE |                            | Tahneta Pass Lodge | Alaska         | Vereinigte Staaten  |
| HNG  |      |                            | Hienghène          | Neukaledonien  | Frankreich          |
| HNH  | PAOH | Flughafen Hoonah           | Hoonah             | Alaska         | Vereinigte Staaten  |
| HNI  |      |                            | Heiweni            | Morobe         | Papua-Neuguinea     |
| HNK  |      |                            | Hinchinbrook       | Queensland     | Australien          |
| HNL  | PHNL | Flughafen Honolulu         | Honolulu           | Hawaii         | Vereinigte Staaten  |
| HNM  | PHHN |                            | Hāna               | Hawaii         | Vereinigte Staaten  |
| HNN  |      |                            | Honinabi           | Western        | Papua-Neuguinea     |
| HNS  | PAHN | Flughafen Haines           | Haines             | Alaska         | Vereinigte Staaten  |
| HNY  | ZGHY |                            | Hengyang           | Hunan          | Volksrepublik China |

## HO
| IATA | ICAO | Flughafen                              | Ort           | Region                 | Land                   |
| ---- | ---- | -------------------------------------- | ------------- | ---------------------- | ---------------------- |
| HOA  | HKHO |                                        | Hola          | Coast                  | Kenia                  |
| HOB  | KHOB | Regionalflughafen Lea County           | Hobbs         | New Mexico             | Vereinigte Staaten     |
| HOC  |      |                                        | Komako        | Gulf                   | Papua-Neuguinea        |
| HOD  | OYHD | Flughafen al-Hudaida                   | al-Hudaida    | al-Hudaida             | Jemen                  |
| HOE  |      |                                        | Huay Xay      | Bokeo                  | Laos                   |
| HOF  | OEAH | Flughafen al-Ahsa                      | al-Hofuf      | Asch-Scharqiyya        | Saudi-Arabien          |
| HOG  | MUHG | Internationaler Flughafen „Frank Pais“ | Holguín       | Holguín                | Kuba                   |
| HOH  | LOIH | Flugplatz Hohenems-Dornbirn            | Hohenems      | Vorarlberg             | Österreich             |
| HOI  | NTTO |                                        | Hao           | Französisch-Polynesien | Frankreich             |
| HOK  | YHOO |                                        | Hooker Creek  | Northern Territory     | Australien             |
| HOM  | PAHO |                                        | Homer         | Alaska                 | Vereinigte Staaten     |
| HON  | KHON | Regionalflughafen Huron                | Huron         | South Dakota           | Vereinigte Staaten     |
| HOO  |      | Flughafen Nhon Co                      | Quảng Đức     | Đắk Lắk                | Vietnam                |
| HOP  | KHOP | Campbell Army Air Field                | Fort Campbell | Kentucky               | Vereinigte Staaten     |
| HOQ  | EDQM | Verkehrslandeplatz Hof-Plauen          | Hof           | Bayern                 | Deutschland            |
| HOR  | LPHR | Flughafen Horta                        | Horta         | Azoren                 | Portugal               |
| HOS  | SAHC |                                        | Chos Malal    | Neuquén                | Argentinien            |
| HOT  | KHOT | Flughafen Memorial Field               | Hot Springs   | Arkansas               | Vereinigte Staaten     |
| HOU  | KHOU | Flughafen „William P. Hobby“           | Houston       | Texas                  | Vereinigte Staaten     |
| HOV  | ENOV | Flughafen Ørsta-Volda, Hovden          | Ørsta/Volda   | Møre og Romsdal        | Norwegen               |
| HOX  | VYHL |                                        | Homalin       | Chin                   | Myanmar                |
| HOY  |      |                                        | Hoy           | Schottland             | Vereinigtes Königreich |

## HP
| IATA | ICAO | Flughafen                    | Ort          | Region              | Land               |
| ---- | ---- | ---------------------------- | ------------ | ------------------- | ------------------ |
| HPA  | NFTL | Flughafen Haʻapai            | Lifuka       | Haʻapai             | Tonga              |
| HPB  | PAHP |                              | Hooper Bay   | Alaska              | Vereinigte Staaten |
| HPE  |      |                              | Hope Vale    | Queensland          | Australien         |
| HPH  | VVCI | Flughafen Cát Bi             | Hải Phòng    | Đồng Bằng Sông Hồng | Vietnam            |
| HPN  | KHPN | Westchester County Airport   | White Plains | New York            | Vereinigte Staaten |
| HPT  | KHPT | Kommunaler Flughafen Hampton | Hampton      | Iowa                | Vereinigte Staaten |
| HPV  |      | Flughafen Princeville        | Hanalei      | Hawaii              | Vereinigte Staaten |
| HPY  | KHPY |                              | Baytown      | Texas               | Vereinigte Staaten |

## HQ
| IATA | ICAO | Flughafen          | Ort     | Region     | Land               |
| ---- | ---- | ------------------ | ------- | ---------- | ------------------ |
| HQM  | KHQM | Flugplatz Bowerman | Hoquiam | Washington | Vereinigte Staaten |

## HR
| IATA | ICAO | Flughafen                                   | Ort          | Region              | Land                   |
| ---- | ---- | ------------------------------------------- | ------------ | ------------------- | ---------------------- |
| HRA  |      |                                             | Mansehra     | Khyber Pakhtunkhwa  | Pakistan               |
| HRB  | ZYHB | Flughafen Harbin Taiping                    | Harbin       | Heilongjiang        | China                  |
| HRE  | FVHA | Flughafen Harare International              | Harare       | Harare              | Simbabwe               |
| HRI  | VCRI | Flughafen Mattala Rajapaksa                 | Mattala      | Distrikt Hambantota | Sri Lanka              |
| HRG  | HEGN | Flughafen Hurghada                          | Hurghada     | Al-Bahr al-ahmar    | Ägypten                |
| HRH  | VIAH | Flughafen Aligarh                           | Aligarh      | Uttar Pradesh       | Indien                 |
| HRJ  | VNCJ |                                             | Chaurjhari   | Gandaki             | Nepal                  |
| HRK  | UKHH | Flughafen Osnova                            | Charkiw      | Oblast Charkiw      | Ukraine                |
| HRL  | KHRL | Internationaler Flughafen Rio Grande Valley | Harlingen    | Texas               | Vereinigte Staaten     |
| HRM  | DAFH | Flughafen Tilrempt                          | Hassi R’Mel  | Laghouat            | Algerien               |
| HRN  |      | Hubschrauberlandeplatz Heron Island         | Heron Island | Queensland          | Australien             |
| HRO  | KHRO | Flughafen Boone County                      | Harrison     | Arkansas            | Vereinigte Staaten     |
| HRR  |      |                                             | Herrera      | Tolima              | Kolumbien              |
| HRS  | FAHR |                                             | Harrismith   | Freistaat           | Südafrika              |
| HRT  | EGXU | RAF Linton-on-Ouse                          | Harrogate    | England             | Vereinigtes Königreich |
| HRY  |      |                                             | Henbury      | Northern Territory  | Australien             |

## HS
| IATA | ICAO | Flughafen                         | Ort         | Region    | Land                    |
| ---- | ---- | --------------------------------- | ----------- | --------- | ----------------------- |
| HSA  | UAIT | Flughafen Türkistan-Hazret Sultan | Türkistan   | Türkistan | Kasachstan              |
| HSB  | KHSB | Harrisburg-Raleigh Airport        | Harrisburg  | Illinois  | Vereinigte Staaten      |
| HSC  | –    | Flughafen Shaoguan                | Shaoguan    | Guangdong | Volksrepublik China     |
| HSG  | RJFS | Flughafen Saga                    | Saga        | Kyūshū    | Japan                   |
| HSH  | KHND | Henderson Executive Airport       | Las Vegas   | Nevada    | Vereinigte Staaten      |
| HSI  | KHSI | Hastings Municipal Airport        | Hastings    | Nebraska  | Vereinigte Staaten      |
| HSJ  | –    | Flughafen Zhengzhou-Shangjie      | Zhengzhou   | Henan     | Volksrepublik China     |
| HSK  | LEHK | Flughafen Huesca-Pirineos         | Huesca      | Aragonien | Spanien                 |
| HSL  | PAHL | Huslia Airport                    | Huslia      | Alaska    | Vereinigte Staaten      |
| HSM  | YHSM | Horsham Airport                   | Horsham     | Victoria  | Australien              |
| HSN  | ZSZS | Flughafen Zhoushan                | Zhoushan    | Zhejiang  | Volksrepublik China     |
| HSP  | KHSP | Ingalls Field                     | Hot Springs | Virginia  | Vereinigte Staaten      |
| HSS  | VIHR | Flugplatz Hisar                   | Hisar       | Haryana   | Indien                  |
| HST  | KHST | Homestead Air Reserve Base        | Homestead   | Florida   | Vereinigte Staaten      |
| HSV  | KHSV | Flughafen Huntsville              | Huntsville  | Alabama   | Vereinigte Staaten      |
| HSZ  | RCPO | Luftwaffenbasis Hsinchu           | Hsinchu     | –         | Republik China (Taiwan) |

## HT
| IATA | ICAO | Flughafen                                    | Ort             | Region         | Land                |
| ---- | ---- | -------------------------------------------- | --------------- | -------------- | ------------------- |
| HTA  | UIAA | Flughafen Kadala                             | Tschita         | Transbaikalien | Russland            |
| HTB  |      |                                              | Terre-de-Bas    | Guadeloupe     | Frankreich          |
| HTG  | UOHH | Flughafen Chatanga                           | Chatanga        | Krasnojarsk    | Russland            |
| HTH  | KHTH | Flughafen Hawthorne Industrial               | Hawthorne       | Nevada         | Vereinigte Staaten  |
| HTI  | YBHM | Flughafen Hamilton Island                    | Hamilton Island | Queensland     | Australien          |
| HTL  | KHTL | Flughafen Roscommon County/Blodgett Memorial | Houghton Lake   | Michigan       | Vereinigte Staaten  |
| HTN  | ZWTN | Flughafen Hotan                              | Hotan           | Xinjiang       | Volksrepublik China |
| HTO  | KHTO |                                              | East Hampton    | New York       | Vereinigte Staaten  |
| HTR  | RORH | Flugplatz Hateruma                           | Hateruma        | Okinawa        | Japan               |
| HTS  | KHTS | Flughafen Tri-State/Milton J. Ferguson Field | Huntington      | West Virginia  | Vereinigte Staaten  |
| HTU  | YHPN |                                              | Hopetown        | Victoria       | Australien          |
| HTV  | KUTS | Bruce Brothers Huntsville Regional Airport   | Huntsville      | Texas          | Vereinigte Staaten  |
| HTY  | LTDA | Kommunaler Flughafen Antakya Hatay Havaalani | Antakya         | Hatay          | Türkei              |
| HTZ  | SKHC |                                              | Hato Corozal    | Casanare       | Kolumbien           |

## HU
| IATA | ICAO | Flughafen                                          | Ort                  | Region                 | Land                    |
| ---- | ---- | -------------------------------------------------- | -------------------- | ---------------------- | ----------------------- |
| HUA  | KHUA | Redstone Army Air Field                            | Redstone Arsenal     | Alabama                | Vereinigte Staaten      |
| HUB  | YHBR |                                                    | Humbert River        | Northern Territory     | Australien              |
| HUC  |      | Großraum Humacao                                   | Humacao              | Puerto Rico            | Vereinigte Staaten      |
| HUD  |      | Kommunaler Flughafen Humboldt                      | Humboldt             | Iowa                   | Vereinigte Staaten      |
| HUE  | HAHU |                                                    | Humera               | Tigray                 | Äthiopien               |
| HUF  | KHUF | Internationaler Flughafen Terre Haute/Hulman Field | Terre Haute          | Indiana                | Vereinigte Staaten      |
| HUG  | MGHT |                                                    | Huehuetenango        | Huehuetenango          | Guatemala               |
| HUH  | NTTH |                                                    | Huahine              | Französisch-Polynesien | Frankreich              |
| HUI  | VVPB | Flughafen Phu Bai                                  | Huế                  | Bắc Trung Bộ           | Vietnam                 |
| HUJ  | KHHW | Kommunaler Flughafen Stan Stamper                  | Hugo                 | Oklahoma               | Vereinigte Staaten      |
| HUK  |      |                                                    | Hukuntsi             | Kgalagadi              | Botswana                |
| HUL  | KHUL | Internationaler Flughafen Houlton                  | Houlton              | Maine                  | Vereinigte Staaten      |
| HUM  | KHUM | Flughafen Houma-Terrebonne                         | Houma                | Louisiana              | Vereinigte Staaten      |
| HUN  | RCYU | Flughafen Hualien                                  | Hualien              | Hualien                | Republik China (Taiwan) |
| HUQ  | HLON | Flughafen Hun                                      | Hun                  | al-Dschufra            | Libyen                  |
| HUS  |      |                                                    | Hughes               | Alaska                 | Vereinigte Staaten      |
| HUT  | KHUT | Kommunaler Flughafen Hutchinson                    | Hutchinson           | Kansas                 | Vereinigte Staaten      |
| HUU  | SPNC | Alférez FAP David Figueroa Fernandini Airport      | Huánuco              | Huánuco                | Peru                    |
| HUV  | ESNH | Flugplatz Hudiksvall                               | Hudiksvall           | Gävleborgs             | Schweden                |
| HUX  | MMBT | Flughafen Huatulco                                 | Santa María Huatulco | Oaxaca                 | Mexiko                  |
| HUY  | EGNJ | Humberside Airport                                 | Humberside           | England                | Vereinigtes Königreich  |
| HUZ  | ZGHZ |                                                    | Huizhou              | Guangdong              | Volksrepublik China     |

## HV
| IATA | ICAO | Flughafen                    | Ort         | Region         | Land               |
| ---- | ---- | ---------------------------- | ----------- | -------------- | ------------------ |
| HVA  | FMNL |                              | Analalava   | Mahajanga      | Madagaskar         |
| HVB  | YHBA | Hervey Bay Airport           | Hervey Bay  | Queensland     | Australien         |
| HVD  | ZMKD |                              | Chowd       | Chowd          | Mongolei           |
| HVE  | KHVE |                              | Hanksville  | Utah           | Vereinigte Staaten |
| HVG  | ENHV | Flughafen Valan              | Honningsvåg | Finnmark       | Norwegen           |
| HVK  | BIHK | Flugplatz Hólmavík           | Hólmavík    | Vestfirðir     | Island             |
| HVN  | KHVN | Flughafen Tweed-New Haven    | New Haven   | Connecticut    | Vereinigte Staaten |
| HVR  | KHVR | Flughafen Havre City/County  | Havre       | Montana        | Vereinigte Staaten |
| HVS  | KHVS | Regionalflughafen Hartsville | Hartsville  | South Carolina | Vereinigte Staaten |

## HW
| IATA | ICAO | Flughafen                      | Ort                 | Region             | Land               |
| ---- | ---- | ------------------------------ | ------------------- | ------------------ | ------------------ |
| HWA  |      |                                | Hawabango           | Gulf               | Papua-Neuguinea    |
| HWD  | KHWD | Flughafen Hayward Executive    | Hayward             | Kalifornien        | Vereinigte Staaten |
| HWI  |      | Wasserflugzeugbasis Hawk Inlet | Hawk Inlet          | Alaska             | Vereinigte Staaten |
| HWK  | YHAW | Flughafen Wilpena Pound        | Hawker              | South Australia    | Australien         |
| HWN  | FVWN |                                | Hwange-Nationalpark | Matabeleland North | Simbabwe           |
| HWO  | KHWO | Flughafen North Perry          | Hollywood           | Florida            | Vereinigte Staaten |

## HX
| IATA | ICAO | Flughafen | Ort | Region          | Land       |
| ---- | ---- | --------- | --- | --------------- | ---------- |
| HXX  | YHAY |           | Hay | New South Wales | Australien |

## HY
| IATA | ICAO | Flughafen                              | Ort          | Region         | Land                   |
| ---- | ---- | -------------------------------------- | ------------ | -------------- | ---------------------- |
| HYA  | KHYA | Kommunaler Flughafen Barnstable        | Hyannis      | Massachusetts  | Vereinigte Staaten     |
| HYC  | EGUH | Royal Air Force                        | High Wycombe | England        | Vereinigtes Königreich |
| HYD  | VOHS | Internationaler Flughafen Rajiv Gandhi | Hyderabad    | Andhra Pradesh | Indien                 |
| HYF  |      |                                        | Hayfields    | East Sepik     | Papua-Neuguinea        |
| HYG  | PAHY | Wasserflugzeugbasis Hydaburg           | Hydaburg     | Alaska         | Vereinigte Staaten     |
| HYL  |      | Wasserflugzeugbasis Hollis             | Hollis       | Alaska         | Vereinigte Staaten     |
| HYN  | ZSLQ | Flughafen Huangyan                     | Taizhou      | Zhejiang       | Volksrepublik China    |
| HYR  | KHYR | Flughafen Sawyer County                | Hayward      | Wisconsin      | Vereinigte Staaten     |
| HYS  | KHYS | Regionalflughafen Hays                 | Hays         | Kansas         | Vereinigte Staaten     |
| HYV  | EFHV | Flugplatz Hyvinkää                     | Hyvinkää     | Südfinnland    | Finnland               |

## HZ
| IATA | ICAO | Flughafen                  | Ort        | Region            | Land                |
| ---- | ---- | -------------------------- | ---------- | ----------------- | ------------------- |
| HZB  | LFQT | Flughafen Merville-Calonne | Hazebrouck | Hauts-de-France   | Frankreich          |
| HZG  | ZLHZ |                            | Hanzhong   | Shaanxi           | Volksrepublik China |
| HZK  | BIHU | Flughafen Húsavík          | Húsavík    | Norðurland eystra | Island              |
| HZL  | KHZL | Hazleton Municipal Airport | Hazleton   | Pennsylvania      | Vereinigte Staaten  |
| HZV  |      |                            | Hazyview   | Mpumalanga        | Südafrika           |